# 국가보존묘지심사위원회
국가보존묘지심사위원회는 보존묘지 지정 심의 및 애국정신고취, 추모대상, 보존가치가 있는 묘지등의 국가보존묘지 지정 등을 심의하기 위하여 설치된 대한민국 보건복지부 소속의 자문위원회이다.

## 설치 근거
- 장사등에 관한 법률 제34조

## 기능
- 보존묘지 또는 보존분묘의 지정과 그 해제에 관한 사항 심의
- 보존묘지 등의 보존 관리 또는 활용에 관한 사항 심의

## 조직
- 위원장 : 보건복지부 차관
- 위원 : 총 12명 (당연직 7, 위촉직 5)

## 같이 보기
- 보존묘지